# Michel Wachenheim
Michel Wachenheim (nacido el 16 de enero de 1951 en Saint-Maur-des-Fossés) es un embajador francés y representante permanente de Francia ante la Organización de Aviación Civil Internacional (OACI). Michel Wachenheim se licenció en la École polytechnique (promoción en 1972) y en la École nationale de l'aviation civile (promoción en 1975) y comenzó su carrera en 1977 en el departamento de tráfico aéreo. En 2007 se convierte en jefe de gabinete del Ministerio de Transportes, Dominique Bussereau. El 1 de septiembre de 2009 se convirtió en embajador de Francia y representante permanente de Francia ante la Organización de Aviación Civil Internacional.
Michel Wachenheim está casado, tiene tres hijos y es oficial de la Legión de Honor. La financiación del Institut de formation universitaire et de recherche du transport aérien (Instituto de Investigación y Formación en Transporte Aéreo) de 2009 a 2010 lleva su nombre.